# William Henry Sykes

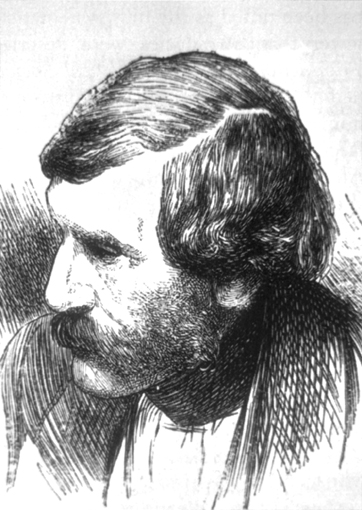
William Henry Sykes

William Henry Sykes (* 25. Januar 1790 in der Nähe von Bradford in Yorkshire; † 16. Juni 1872 in Kensington, London) war ein britischer Soldat, Naturforscher und Politiker.

## Leben und Wirken
William Henry Sykes trat 1803 in die Dienste der Britischen Ostindien-Kompanie. Er nahm unter dem Kommando von Lord Lake an der Belagerung von Bhurtpoor teil und fungierte als Dolmetscher für Hindustani und Maratha. Von 1817 bis 1820 kommandierte Sykes im Dekkan ein Regiment und war anschließend als Statistiker für die Regierung in Bombay tätig. Während dieser Zeit erarbeitete er eine Volkszählung des Dekkan, schrieb zwei statistische Berichte und verfasste eine Naturgeschichte der Region. Im Rang eines Lieutenant Colonel ging er am 18. Juni 1833 in den Ruhestand.
Am 6. Februar 1834 nahm ihn die Royal Society als ihr Mitglied auf. 1835 gehörte Sykes zu den Gründungsmitgliedern der Royal Statistical Society, deren Präsident er von 1863 bis 1865 war.
1846 kehrte Sykes in das Vereinigte Königreich zurück. Er wurde zu einem Direktor der Britischen Ostindien-Kompanie gewählt und war 1856/57 deren Präsident. Vom 2. April 1857 bis zu seinem Tod war Sykes Abgeordneter des Parlamentes für Aberdeen.

## Ehrentaxon
George Arnott Walker Arnott benannte 1836 ihm zu Ehren die Pflanzengattung Sykesia aus der Familie der Rötegewächse. Sie ist heute ein Synonym zu Gaertnera.
Gleichfalls nach ihm benannt ist die Sykes-Nachtschwalbe (Caprimulgus mahrattensis), auch als Sind-Nachtschwalbe bezeichnet.

## Schriften (Auswahl)
- On a portion of Dukhun, East Indies. In: Transactions of the Geological Society of London, Second Series, vol. 4 (1836) S. 409 online
- The Taeping Rebellion in China: its origins, progress, and present condition. Warren Hall & Co., 1863, online
- Notes on the Religions, Moral, and Political State of Ancient India. In: Journal of the Royal Asiatic Society. Nr. 12
- Catalogue of Mammalia observed in the Dakhan. Journal of the Asiatic Society of Bengal 1 (1832), S. 161–7. (Nachdruck aus den Proceedings of the Zoological Society of London) online
- Catalogue of birds (systematical arranged) of the Raptorial, Insessorial, Rasorial, Grallatorial, and Natatorial orders, observed in the Dakhan. Journal of the Asiatic Society of Bengal 3 (1832), S. 418–23, 536–43, 597–9, 639–49. (Nachdruck aus den Proceedings of the Zoological Society of London)
- On the fishes of the Deccan. Proceedings of the Zoological Society of London 1838(6), S. 157–165.

## Nachweise